# 30 مليون (فلم)
30 مليون هو فيلم كوميدي مغربي صدر سنة 2020، من إخراج ربيع سجيد، وبطولة كل من رفيق بوبكر، ربيع القاطي، يسار لمغاري، الثنائي إدريس ومهدي، ابتسام تسكت، كريمة غيث، فاتي جمالي. تدور أحداث الفيلم حول ثلاث أصدقاء يقعون في متاعب مع الشرطة تجر أحدهم للسجن، فيبدأ الصديقين الأخرين بالبحث عن مصدر لدفع كفالة تُخرج صديقهم من ورطته.
يجمع الفيلم أبرز نجوم الكوميديا والغناء الشباب بالمغرب، إلى جانب ممثلين معروفين.
حقق الفيلم إنجازا مهما، بفضل إقبال الجمهور عليه، إذ تجاوز عدد تذاكر عرضه في قاعات السينما المغربية حاجز 200 ألف تذكرة بعد 4 أسابيع فقط من بداية عرضه.

## القصة
مسعود وزهير وهشام يقعون في مواجهات مع الشرطة تجرُّ مسعود إلى السجن، ويهرع الصديقان هشام وزهير عند أمال وسارة والمحامية نسرين، لمساعدة صديقهم المعتقل، لكنهم يواجهون مشكلة توفير كفالة مالية قيمتها 30 مليون مقابل الإفراج عنه. أمام هذا الوضع الصعب، يقرر الأصدقاء البحث عن مصادر لتوفير المبلغ المطلوب بأي وسيلة، لتبدأ رحلة الـ«30 مليون» بسلسلة من المغامرات الشيقة والمليئة بالمواقف الكوميدية.
وتقود أبطال الفيلم، الصدفة إلى الاستيلاء على أموال مدير الشركة التي تعمل بها أمال وسارة، لكن الرياح تأتي بما لا تشتهيه السفن، إذ يتزامن توقيت تنفيذ خطة السرقة مع مخطط عصابة خطيرة تتطلع للأمر نفسه. 

## طاقم التمثيل
- إدريس شلوح بدور زهير
- مهدي أزكري بدور هشام
- يسار لمغاري بدور مسعود
- ابتسام تسكت بدور سارة
- كريمة غيث بدور أمال
- فاتي جمالي بدور نسرين
- رفيق بوبكر بدور خال هشام
- ربيع القاطي بدور مدير سارة وأمال في العمل
- نبيل عاطف بدور والد مسعود

## وصلات خارجية
- 30 مليون على موقع قاعدة بيانات الأفلام العربية